# Rain Is Fallin'/HYBRID DREAM
『Rain Is Fallin' / HYBRID DREAM』（レイン・イズ・フォーリン / ハイブリッド・ドリーム）は、日本の歌手グループw-inds.の2009年5月13日に発売された26枚目のシングルである。

## 解説
- 前作「Everyday/CAN'T GET BACK」より約半年ぶりのリリース。
- 前作と連続しての2作目の両A面シングル（Double A Side SINGLE）。
- CD+DVDの初回盤A,Bと、CDのみの通常盤(全てジャケット違い)の3形態でリリース。初回盤A付属のDVDには「Rain Is Fallin'」のPV、初回盤B付属のDVDには「HYBRID DREAM」のPVをそれぞれ収録。特典として、全盤に共通してプレミアムイベント参加応募券が封入されており、そこに2大封入特典として、初回盤Aには3Dメガネが、初回盤Bには特製ステッカーが、通常盤には特製トレーディングカードがそれぞれ封入されている。
- 「Rain Is Fallin'」は、“w-inds.×G-DRAGON (BIGBANG)”と銘打ち、韓国のグループBIGBANGのG-DRAGONをラッパーとしてフィーチャー。w-inds.名義作品初のコラボレーション作品となっている。なお、G-DRAGONは「Rain Is Fallin'」のPVにも出演。
- 「Rain Is Fallin'」のPVの後半部分は3D映像仕様で、封入特典の3Dメガネを使用することによって立体的な映像が楽しめる。同じく、同メガネ使用により、初回盤A,Bのジャケットも立体的に見ることができる。
- 「HYBRID DREAM」は、全世界で活躍し、数々のHip Hop系・R&B系アーティストを手掛けるBACHLOGIC（バックロジック）と、海外作曲家のJ-SON、SUPREMEとの共作楽曲。PVは、新進気鋭CGチーム“サンプラス”が手掛けた。
- 初回盤A、初回盤B、通常盤を合わせ、すべての盤収録の楽曲の作詞をshungo.が手掛けている。（「Rain Is Fallin'」のラップ詞以外）
- 前作に続くオリコンシングルチャートTOP3入り。2作連続での2位となった。
- 「Rain Is Fallin' -w-inds.×G-DRAGON(BIGBANG)-」は、第51回日本レコード大賞優秀作品賞受賞曲。
- 「Rain Is Fallin' -w-inds.×G-DRAGON(BIGBANG)-」のPVが、MTV WORLD STAGE VMAJ 2010 最優秀コラボレーションビデオ賞受賞。

## 収録曲
初回盤A
1. Rain Is Fallin'
（作詞：shungo.　ラップ詞：G-DRAGON　作曲：Magnus Lidehall,Jacob Olofsson　編曲：Koma2 Kaz）
2. HYBRID DREAM
（作詞：shungo.　作曲：BACHLOGIC,J-SON,SUPREME　編曲：BACHLOGIC）
3. Upside Down
（作詞：shungo.　作曲：Jim Irvin,Carmen Reece,Jerry Abbott　編曲：Koma2 Kaz）
4. Rain Is Fallin' (Instrumental)
（作曲：Magnus Lidehall,Jacob Olofsson　編曲：Koma2 Kaz）

初回盤B
1. HYBRID DREAM
（作詞：shungo.　作曲：BACHLOGIC,J-SON,SUPREME　編曲：BACHLOGIC）
2. Rain Is Fallin'
（作詞：shungo.　ラップ詞：G-DRAGON　作曲：Magnus Lidehall,Jacob Olofsson　編曲：Koma2 Kaz）
3. You are...
（作詞：shungo.　作曲：Donald Mclean,Andrea Martin,Lucas Secon　編曲：Koma2 Kaz）
4. HYBRID DREAM (Instrumental)
（作曲：BACHLOGIC,J-SON,SUPREME　編曲：BACHLOGIC）

通常盤
1. Rain Is Fallin'
（作詞：shungo.　ラップ詞：G-DRAGON　作曲：Magnus Lidehall,Jacob Olofsson　編曲：Koma2 Kaz）
2. HYBRID DREAM
（作詞：shungo.　作曲：BACHLOGIC,J-SON,SUPREME　編曲：BACHLOGIC）
3. Upside Down
（作詞：shungo.　作曲：Jim Irvin,Carmen Reece,Jerry Abbott　編曲：Koma2 Kaz）
4. You are...
（作詞：shungo.　作曲：Donald Mclean,Andrea Martin,Lucas Secon　編曲：Koma2 Kaz）

## タイアップ
『Rain Is Fallin'』
- 日本テレビ系「江川×堀尾のSUPERうるぐす」2009年4、5月度テーマソング

『HYBRID DREAM』
- 日本テレビ系「カウントダウン・ドキュメント 秒ヨミ!」5月度エンディングテーマ